# زهرا جویا
زهرا جویا (متولد ۱۳۷۱) روزنامه‌نگار اهل افغانستان و مدیرمسئول «رخشانه مدیا» است. او به‌عنوان یکی از ۱۲ زن مجله تایم معرفی شد. این مجله گفتگوی مفصل آنجلینا جولی را با جویا راجع به فعالیت زنان در افغانستان منتشر کرده‌است. جویا رسانهٔ  فارسی زبان رخشانه را در سال ۱۳۹۹ برای پرداختن به امور زنان پایه‌گذاری کرد. او پس از قدرت‌گیری مجدد طالبان به بریتانیا رفت.زهرا جویا در رشته حقوق دانشگاه کابل تحصیل کرده و سپس به روزنامه‌نگاری روی آورده است.

## زندگی و حرفه
زهرا جویا در سال ۱۹۹۲ میلادی (۱۳۷۱ هجری شمسی) در یک خانواده هزاره در یکی از روستاهای کوچک ولایت بامیان به دنیا آمد. او پنج ساله بود که طالبان قدرت را در افغانستان به دست گرفتند. طالبان از سال ۱۹۹۶ تا ۲۰۰۱، تحصیلات برای دختران را تقریباً به کلی ممنوع کردند. در آن شرایط، زهرا لباس پسرانه می‌پوشید و با نام محمد، روزی دو ساعت همراه با عموی جوانش راه مدرسه را پیاده طی می‌کرد. در سال ۲۰۲۲ زهرا در گفتگویی که با آنجلینا جولی برای مجله تایم داشت، گفت که برخی از مردان خانواده او، از جمله پدرش، به حقوق زنان اعتقاد دارند. او پس از حمله آمریکا و متحدانش به افغانستان و سرنگونی دولت طالبان در سال ۲۰۰۱، توانست با هویت اصلی‌اش به عنوان یک زن، تحصیلات خود را به پایان برساند. او قبل از این که به حرفه روزنامه‌نگاری روی بیاورد، به عنوان دانشجوی حقوق وارد دانشگاه کابل شد. زهرا پس از آگاهی از تجارب تلخ زنان همکلاسی خود، با وجود خطرات و مشکلاتی که خبرنگاران زن در افغانستان را تهدید می‌کرد، تصمیم گرفت روزنامه‌نگار شود.

## جایزه‌ها
در ۲۰ سپتامبر ۲۰۲۲ جایزه دروازه‌بانان بنیاد بیل و ملیندا گیتس به خاطر تلاش‌های الهام‌بخش زنان تاثیرگذار برای اهداف جهانی در جهت پیشرفت، به زهرا جویا، ونسا ناکاته، اورزولا فون در لاین و رادیکا باترا اهدا شد.
سوم مارس ۲۰۲۲ جویا به‌عنوان ۱۲ زن سال مجله تایم انتخاب شد. مجله تایم لندن این ۱۲ زن را به‌عنوان زنان سال ۲۰۲۲ این مجله معرفی کرد و نوشت این زنان برای «جهان فراگیر و برابر» تلاش کرده‌اند. این مجله نوشت زهرا جویا پس از تسلط طالبان بر کابل، به بریتانیا پناه آورد و با تیم از روزنامه‌نگاران که در اختیار دارد در مورد وضعیت زنان افغانستان گزارش می‌نویسند.